# Nadir Haroub
Nadir Ari Haroub (ur. 10 lutego 1982 w Michenzani) – tanzański piłkarz występujący na pozycji prawego lub środkowego obrońcy.

## Kariera klubowa
Nadir Haroub swoją karierę rozpoczął w klubie Young Africans SC, w którym zadebiutował w 2000 roku. W 2002 roku został z nim mistrzem kraju. W latach 2003–2005 grał w Malindi FC. W 2006 roku wrócił do Young Africans SC, w którym w 2019 zakończył karierę. Wywalczył z nim siedem mistrzostw Tanzanii w sezonach 2006, 2008/2009, 2010/2011, 2012/2013, 2014/2015, 2015/2016 i 2016/2017 oraz zdobył Puchar Tanzanii w sezonie 2015/2016. W 2009 roku był wypożyczony do Vancouver Whitecaps Residency.

## Kariera reprezentacyjna
Nadir Haroub w reprezentacji Tanzanii zadebiutował 8 grudnia 2005 w przegranym 0:4 półfinale CECAFA Cup 2005 z Etiopią. Od 2005 do 2015 rozegrał w niej 49 meczów i strzelił 3 gole.
W przeszłości grał również w reprezentacji Zanzibaru, skąd pochodzi. Od 2004 do 2015 rozegrał w niej 28 meczów i strzelił 1 gola.

## Pseudonim
Nadir Haroub nosi pseudonim „Cannavaro”. Został tak nazwany przez tanzańskich kibiców, gdyż stylem gry przypomina włoskiego obrońcę Fabio Cannavaro.

### Statystyki reprezentacyjne
| Reprezentacja | Rok  | Mecze | Gole |
| ------------- | ---- | ----- | ---- |
| Tanzania      | 2010 | 3     | 1    |
| Tanzania      | 2009 | 3     | 0    |
| Tanzania      | 2008 | 9     | 0    |
| Tanzania      | 2007 | 3     | 0    |
| Tanzania      | 2006 | 1     | 0    |

Ostatnia aktualizacja: 7 czerwca 2010